# 弗吉尼亞州第一國會選區
弗吉尼亞州第一國會選區（英語：Virginia's first congressional district）是美国弗吉尼亚州的一個國會選區，位於該州的東北海岸，但不包括德馬瓦半島。
由於這個選區包括英國在北美洲第一個殖民地詹姆斯敦，故又被稱「美國第一選區」（America's First District）。
本選區自1977年起一直支持共和黨議員，自2007年起的當區議員為羅伯·維特曼。